# موبا ناكاياما
موبا ناكاياما (باليابانية: 中山 夢歩) (28 سبتمبر 1978 في طوكيو في اليابان – )؛ هو لاعب كرة قدم سابق كان يلعب كمدافع.